# Pocisk grzybkujący
Pocisk grzybkujący – ołowiany pocisk strzelecki.
Jest to pocisk wykonany całkowicie z ołowiu lub z osłoniętym ołowianym wierzchołkiem. Ma zastosowanie w strzelaniu z broni myśliwskiej. Rozszerza się od czoła podczas przebijania tkanek zwierzęcych przybierając kształt grzybka. Stosowanie tego rodzaju amunicji w wojsku jest zabronione.